# Алхимов, Евгений Валерьевич
Евге́ний Вале́рьевич Алхи́мов (11 февраля 1977, Чита) — российский футболист, нападающий. Автор 138 мячей (на начало сезона-2010) в первом дивизионе, что является рекордом за всю историю первенств России.

## Карьера
Футболом начал заниматься с 7 лет в детской школе читинского «Локомотива». Первый тренер — Леонид Борисов. До 2001 года играл в Чите, затем был приглашён в клуб высшей лиги воронежский «Факел» (в числе интересующихся также значился саратовский «Сокол»), где дела у Алхимова шли не совсем гладко. В том же сезоне «Факел» покинул высшую лигу. На полгода в 2002 году Алхимов был арендован родным клубом, а по завершении контракта с воронежцами в конце 2003 года вернулся в «Локомотив» окончательно. Отыграв за железнодорожников два сезона и став с 24 мячами лучшим бомбардиром первенства, Алхимов заинтересовал клубы высшего дивизиона. В конце 2005 года было объявлено о переходе игрока в вышедший в премьер-лигу владивостокский «Луч-Энергию», но в итоге в межсезонье Алхимов оказался в «Урале», забил 25 мячей за турнир, вновь став самым метким в дивизионе. В следующем сезоне забил всего 5 мячей в 36 играх. В 2008 году редко попадал в состав уральского клуба. В июле был отдан в аренду в белгородский клуб. 19 февраля 2009 года заключил годичный контракт с хабаровским клубом «СКА-Энергия».
22 марта 2010 года Евгений заключил однолетний контракт с клубом «Волгарь-Газпром». В августе перешёл в саратовский «Сокол».
Зимой 2011 года вернулся в родной город и подписал 3-летний контракт с ФК «Чита». 1 октября 2011 года, в матче 30-го тура второго дивизиона 2011/2012 в зоне «Восток» против якутской «Якутии», оформил хет-трик за 9 минут, забив голы на 27-й, 33-й и 36-х минутах.
С 2013 года — тренер-селекционер ФК «Урал». В 2015—2016 годах — генеральный директор ФК «Чита». С февраля 2017 года — спортивный директор ФК «Урал». С июня 2021 года — генеральный директор ФК «Динамо» (Владивосток).

## Достижения
- Лучший бомбардир первого дивизиона за всю историю (добился 14 октября 2008 в матче против «Металлург-Кузбасса», забив 128-й мяч)[источник не указан 2767 дней]
- Лучший бомбардир первого дивизиона в сезоне 2005 (24 мяча), 2006 (25 мячей)
- Лучший нападающий первого дивизиона в сезонах 2005 и 2006

## Личная жизнь
Имеет высшее образование, окончил Читинский государственный педагогический институт. Женат, две дочери, сын.